# The Elephants of Mars
The Elephants of Mars é o décimo-oitavo álbum de estúdio do guitarrista virtuoso estadunidense Joe Satriani. Foi lançado no dia 8 de abril de 2022, sob o selo earMUSIC, o selo internacional voltado ao rock do grupo de entretenimento Edel SE & Co. KGaA. Com isso, esse será o primeiro trabalho de Satriani desde seu álbum auto-intitulado de 1995 a não ser lançado pela Epic ou sua controladora, a Sony Music. Foi eleito como o 7º melhor álbum de guitarra de 2022 por leitores da Guitar World.
| Críticas profissionais | Críticas profissionais |
| Avaliações da crítica  | Avaliações da crítica  |
| Fonte                  | Avaliação              |
| ---------------------- | ---------------------- |
| Allmusic               | [ 7 ]                  |
| LouderSound            | [ 8 ]                  |

## Histórico
O álbum foi anunciado no dia 19 de janeiro de 2022, quando Satriani lançou "Sahara" como o primeiro single deste trabalho (o single foi lançado através de um videoclipe dirigido por ZZ Satriani).
Em 18 fevereiro, “Faceless”, o segundo single do álbum foi lançado. E em 18 de março, o terceiro single do álbum, com a música Pumpin'.

## Faixas
Todas as músicas compostas por Joe Satriani, exceto onde indicado.
| N.º | Título                          | Compositor(es)                          | Duração |  |
| 1.  | "Sahara"                        |                                         | 4:37    |  |
| 2.  | "The Elephants Of Mars"         | Joe Satriani e Eric Caudieux            | 5:22    |  |
| 3.  | "Faceless"                      |                                         | 4:49    |  |
| 4.  | "Blue Foot Groovy"              |                                         | 5:10    |  |
| 5.  | "Tension And Release"           |                                         | 5:50    |  |
| 6.  | "Sailing The Seas Of Ganymede"  |                                         | 5:59    |  |
| 7.  | "Doors Of Perception"           |                                         | 3:18    |  |
| 8.  | "E 104th St NYC 1973"           |                                         | 5:37    |  |
| 9.  | "Pumpin'"                       |                                         | 3:23    |  |
| 10. | "Dance Of The Spores"           |                                         | 6:20    |  |
| 11. | "Night Scene"                   |                                         | 4:34    |  |
| 12. | "Through A Mother's Day Darkly" | Joe Satriani, Eric Caudieux e Ned Evett | 4:13    |  |
| 13. | "22 Memory Lane"                |                                         | 4:12    |  |
| 14. | "Desolation"                    | Joe Satriani e Eric Caudieux            | 3:20    |  |

## Desempenho nas paradas musicais
| —                                            | — | — | — | 22 | — | — | 5 | 57 |
| "—" indica que não alcançou pontos na parada |   |   |   |    |   |   |   |    |

## Créditos
- Joe Satriani - Guitarras
- Eric Caudieux - Orquestração, Cümbüş, Oud
- Bryan Beller - Baixo elétrico
- Rai Thistlethwayte - Teclados
- Kenny Aronoff - Baterias, Percussão, Marimba
- Ned Evett - Recitação (Faixa 12)
- Greg Koller - Mixagem, Masterização